# Willem Driebergen
Willem Driebergen (Katwijk aan Zee, 4 giugno 1892 – Harmelen, 7 aprile 1965) è stato uno schermidore olandese, vincitore di una medaglia di bronzo ai campionati mondiali di scherma.